# Angélica Gorodischer
Angélica Gorodischer (sinh tại Buenos Aires, 28 tháng 7 năm 1928 - mất ngày 5 tháng 2 năm 2022) là một nhà văn người Argentina nổi tiếng với bộ sưu tập truyện ngắn, thuộc nhiều thể loại khác nhau, bao gồm khoa học viễn tưởng, tưởng tượng, tội phạm và những câu chuyện với quan điểm nữ quyền.

## Tiểu sử
Sinh ra ở Buenos Aires, Gorodischer đã sống ở Rosario từ khi bà lên tám tuổi, và thành phố này xuất hiện rất thường xuyên trong các tác phẩm của cô. Năm 2007, hội đồng thành phố Rosario trao cho bà danh hiệu Công dân Cần mẫn.
Trong thế giới nói tiếng Anh Gorodischer có thể được biết đến nhiều nhất với Kalpa Imperial (Ở Argentina, tập 1 xuất hiện năm 1983 và cả hai tập năm 1984). Bản dịch tiếng Anh của nó được tác giả tiểu thuyết giả lập Hoa Kỳ Ursula K. Le Guin đưa ra vào năm 2003. Là một bộ sưu tập truyện ngắn, nó mô tả chi tiết lịch sử của một đế chế tưởng tượng rộng lớn thông qua những câu chuyện về tưởng tượng, truyền thuyết, và câu chuyện ngụ ngôn. Tác phẩm đã làm điều này theo một cách mà nhiều người hâm mộ coi nó là một trong những tác phẩm tốt nhất của thể loại này ở Argentina. Nó cũng đã có được lượng lớn người hâm mộ trong thế giới nói tiếng Anh. Một phần của tác phẩm xuất hiện như một câu chuyện trong bộ phim Starlight 2 của Mỹ.
Bà cũng viết nhiều tác phẩm trước Kalpa Imperial bao gồm cả các bộ sưu tập Opus dos [Opus hai, 1967], Bajo las jubeas en flor [Dưới hoa Jubeas, 1973], và Casta Luna Electronica [Ánh trăng điện tinh khiết, 1977]. Bà là một tác giả khoa học viễn tưởng nổi tiếng với các tác phẩm của mình nói về sự khác biệt về quyền lực giữa nam và nữ. Bà tập trung vào những ưu và nhược điểm của những người nắm quyền và viết về những người cai trị có tham nhũng.